# Sveriges fotbollslandslag i VM 2018
Sveriges fotbollslandslag i Världsmästerskapet i fotboll 2018 presenterades av Janne Andersson vid en presskonferens den 15 maj 2018. De 23 spelarna spelar i 20 olika klubbar.

## Spelartruppen
| Namn                       | Position    | Klubblag          | Nummer |
| . Robin Olsen              | Målvakt     | AS Roma           | 1      |
| 2. Mikael Lustig           | Försvarare  | Celtic FC         | 2      |
| 3. Victor Nilsson Lindelöf | Försvarare  | Manchester United | 3      |
| 4. Andreas Granqvist       | Försvarare  | Helsingborgs IF   | 4      |
| 5. Martin Olsson           | Försvarare  | Swansea City      | 5      |
| 6. Ludwig Augustinsson     | Försvarare  | Werder Bremen     | 6      |
| 7. Sebastian Larsson       | Mittfältare | AIK               | 7      |
| 8. Albin Ekdal             | Mittfältare | Hamburg           | 8      |
| 9. Marcus Berg             | Anfallare   | Al Ain            | 9      |
| 10. Emil Forsberg          | Mittfältare | RB Leipzig        | 10     |
| 11. John Guidetti          | Anfallare   | Alavés            | 11     |
| 12. Karl-Johan Johnsson    | Målvakt     | Guingamp          | 12     |
| 13. Gustav Svensson        | Mittfältare | Seattle Sounders  | 13     |
| 14. Filip Helander         | Försvarare  | Bologna           | 14     |
| 15. Oscar Hiljemark        | Mittfältare | Genoa             | 15     |
| 16. Emil Krafth            | Försvarare  | Bologna           | 15     |
| 17. Viktor Claesson        | Mittfältare | Krasnodar         | 17     |
| 18. Pontus Jansson         | Försvarare  | Leeds United      | 18     |
| 19. Marcus Rohdén          | Mittfältare | Crotone           | 19     |
| 20. Ola Toivonen           | Anfallare   | Toulouse          | 20     |
| 21. Jimmy Durmaz           | Mittfältare | Toulouse          | 21     |
| 22. Isaac Kiese Thelin     | Anfallare   | Waasland-Beveren  | 22     |
| 23. Kristoffer Nordfeldt   | Målvakt     | Swansea City      | 23     |